# Jovan Paču
Jovan Paču (Aleksandrovo kraj Subotice, 17. ožujka 1847. – Zagreb, 30. listopada 1902.), srpski skladatelj i pijanist
Još za školovanja u Subotici istakao se kao nadaren pijanist, pa je već 1863. godine svirao na javnom koncertu. Paralelno sa studijem medicine u Pragu (koju je studirao i u Pešti) učio privatno kod  Bedřicha Smetane. 
Godine 1866. nastupio je na Omladinskoj skupštini u Novom Sadu i od tada, uz liječnički poziv, redovito koncentrirao. Svirao je u Beču, Budimpešti, Kijevu (prvi srpski pijanist u carskoj Rusiji), Beogradu, Osijeku,  Kikindi, Pančevu, Vršcu i mnogim mjestima Srbije i Vojvodine. Uz neizbježan salonski virtuozitet isticao se briljantnom tehnikom, a na koncertima je često izvodio djela srpskih kompozitora, svojih suvremenika, kao i vlastite kompozicije i aranžmane narodnih melodija. Premda se služio veoma jednostavnom kompozicijskom tehnikom, ta su djela - na narodne teme ili u narodnom duhu - bila toliko omiljena da ih je narod prihvatio kao svoja (npr. "Brankovo kolo", nastalo u povodu prijenosa kostiju  Branka Radičevića iz Beča na Stražilovo, 1883). Pačuovi koncerti imali su veliko patriotsko značenje, osobito u Ugarskoj, gdje su se Srbi borili za svoja nacionalna prava. U njegovim kompozicijama ogleda se, uz  romantičarski patriotski izraz, i bidermajerski salonski stil briljantno virtuoznog karaktera. Mnoge narodne i gradske melodije harmonizirao je za zbor i klavir, a napisima o muzici surađivao je u više časopisa i dnevnih listova ("Danica", "Javor", "Matica").      

## Glavna djela
- "Beseda za orkestar", 1875.
- "Bez tebe, draga" (za klavir)
- "Brankovo kolo"
- "Chansonette serbe" (za klavir)
- "Čuj, Dušane" (za klavir)
- "Kolo" za 2 klavira 8-ručno
- "Onamo, onamo" (za klavir)
- "Prag je ovo milog Srpstva" (za klavir)
- "Srpska molitva" za harmonij i 2 klavira
- "Srpska rapsodija" za 2 klavira 6-ručno, 1885.
- "Svetosavska pesma" (za klavir)
- muzika na kazališnu igru "Naši seljani" (M. Popović)

Izvor: "Leksikon jugoslavenske muzike", Zagreb, 1984. - "Mala enciklopedija Prosveta" (2 K - P), Beograd, 1978. - "Muzička enciklopedija" (3 Or - Ž), Zagreb, 1977.